# فنجانکی چینی
فنجانکی چینی (نام علمی: Cyathea chinensis) نام یک گونه از سرده فنجانکی‌ها است.